# Sabine Mecking

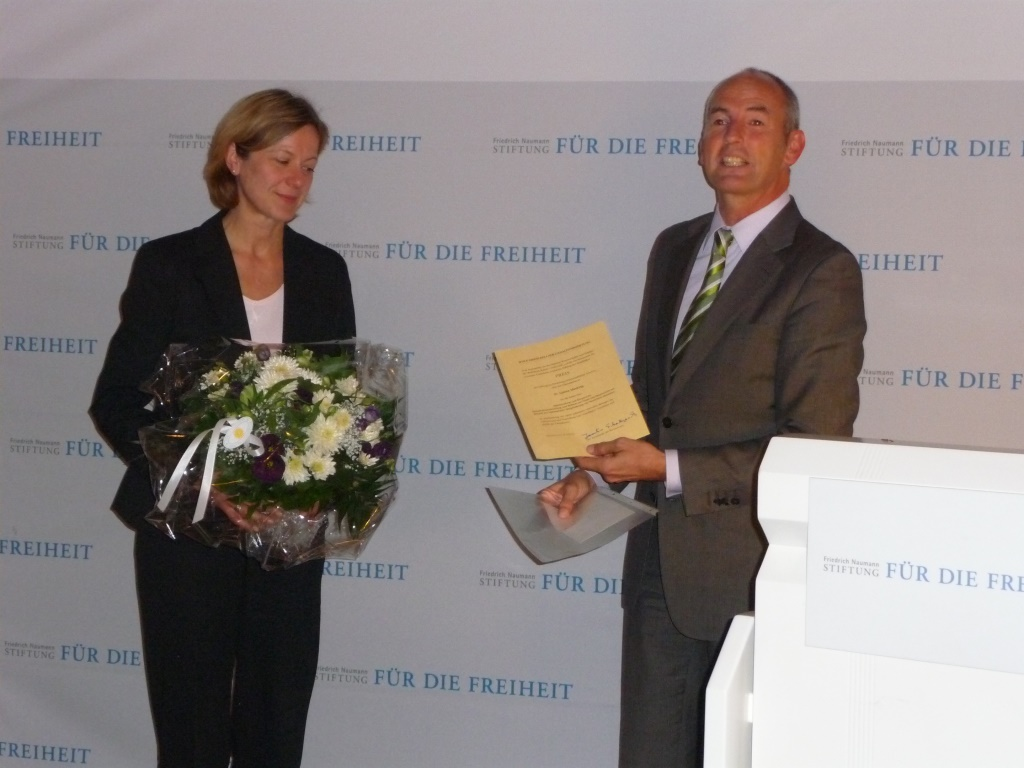
Wolf-Erich-Kellner-Preis Verleihung 2010. Sabine Mecking, Laudator Joachim Scholtyseck

Sabine Mecking (* 1967 in Isselburg) ist eine deutsche Historikerin und Professorin an der Philipps-Universität Marburg.

## Leben
Mecking legte am Gymnasium Haus Aspel in Rees-Haldern 1986 das Abitur ab. Nach dem Studium der Verwaltungswissenschaften, das sie 1989 mit dem Diplom (FH) abschloss, nahm sie ein Lehramtsstudium an der Westfälischen Wilhelms-Universität Münster auf. Mecking studierte Geschichte, Mathematik, Sport- und Sozialwissenschaften. 1995 legte sie das 1. Staatsexamen für das Lehramt an Gymnasien in den Fächern Geschichte, Mathematik und Sport ab.
Im Mai 2000 promovierte sie in Geschichte mit der Studie Immer treu. Kommunalbeamte zwischen Kaiserreich und Bundesrepublik in Münster zum Dr. phil. Es folgten Tätigkeiten als pädagogisch-wissenschaftliche Mitarbeiterin am Geschichtsort Villa ten Hompel, als wissenschaftliche Referentin am Westfälischen Institut für Regionalgeschichte in Münster und als Angestellte am Deutschen Historischen Institut Washington D.C.
Im Jahr 2006 wechselte Mecking als Habilitationsstipendiatin der DFG an die Heinrich-Heine-Universität Düsseldorf, wo sie 2009 die Venia legendi für Neuere und Neueste Geschichte erhielt. Ihre Habilitationsschrift Bürgerwille und Gebietsreform. Demokratieentwicklung und Neuordnung von Staat und Gesellschaft in Nordrhein-Westfalen 1965–2000 wurde mit dem Wolf-Erich-Kellner-Preis für wissenschaftliche Arbeiten zum Liberalismus (2010) und mit dem Wissenschafts-Förderpreis der Düsseldorfer Jonges und der Universität Düsseldorf (2011) ausgezeichnet. Es folgten Vertretungs- und Gastprofessuren an der Westfälischen Wilhelms-Universität Münster, der Heinrich-Heine-Universität Düsseldorf, der Karls-Universität Prag und der Universität Kopenhagen. 2012 erhielt Mecking den Ruf auf eine W2-Professur an der Hochschule für Polizei und öffentliche Verwaltung Nordrhein-Westfalen in Duisburg. Dort gründete sie zusammen mit Tobias Trappe und Christoph Giersch das Institut für Geschichte und Ethik der Polizei und öffentlichen Verwaltung. Zum 1. September 2018 wurde sie zur W3-Professorin für Hessische Landesgeschichte an der Philipps-Universität Marburg ernannt. Seit Anfang 2022 leitet sie dort im DFG-finanzierten Sonderforschungsbereich/Transregio 138 „Dynamiken der Sicherheit. Formen der Versicherheitlichung in historischer Perspektive“ das Teilprojekt „Sicherheit, Polizei und städtischer Raum“.
Mecking ist Mitherausgeberin der Zeitschriften Geschichte im Westen, Moderne Stadtgeschichte, Archiv für Polizeigeschichte und Hessisches Jahrbuch für Landesgeschichte. Zudem ist sie Mitherausgeberin der Schriftenreihen Geschichte und Ethik der Polizei und öffentlichen Verwaltung (Springer: Wiesbaden), Schriften zur politischen Musikgeschichte (V&R: Göttingen), Düsseldorfer Schriften zur Neueren Landesgeschichte und zur Geschichte Nordrhein-Westfalens (Klartext: Essen), Geschichte von Nordrhein-Westfalen (Greven: Köln) und Academia Marburgensis (Waxmann: Münster). Sie ist Vorstandsmitglied des Brauweiler Kreises für Landes- und Zeitgeschichte  und der Gesellschaft für Stadtgeschichte und Urbanisierungsforschung. Von 2021 bis 2024 war sie Direktorin des Hessischen Instituts für Landesgeschichte (HIL) in Marburg. Im Jahr 2009 wurde Mecking zum Mitglied der Historischen Kommission für Westfalen gewählt. Sie ist außerdem Mitglied der Historischen Kommission für Hessen, der Gesellschaft für Rheinische Geschichtskunde und zahlreicher weiterer Historischer Kommissionen, Vereine und Arbeitskreise.

## Schriften (Auswahl)

### Monografien
- mit Frank Kawelovski: Polizei im Wandel. 70 Jahre Polizeiarbeit in Nordrhein-Westfalen. Greven, Köln 2019, ISBN 978-3-7743-0903-6.
- Bürgerwille und Gebietsreform. Demokratieentwicklung und Neuordnung von Staat und Gesellschaft in Nordrhein-Westfalen 1965–2000 (= Studien zur Zeitgeschichte. Band 85). Habilitationsschrift. Oldenbourg, München 2012, ISBN 978-3-486-70314-6.
- „Immer treu“. Kommunalbeamte zwischen Kaiserreich und Bundesrepublik (= Schriften der Villa ten Hompel. Band 4). Dissertation. Klartext, Essen 2003, ISBN 3-89861-161-2.
- Verfolgung und Verwaltung. Die wirtschaftliche Ausplünderung der Juden und die westfälischen Finanzbehörden (= Didaktische Bausteine. Band 1). Oberfinanzdirektion, Münster 2001, unveränd. Nachdruck 2005, ISBN 3-935811-00-4.

### Herausgeberschaften

#### Sammelbände und Editionen
- mit Martin Göllnitz (Hrsg.): Polizei und Sicherheit. Akteure – Heuristiken – Repertoires (= Geschichte und Ethik der Polizei und öffentlichen Verwaltung. Band 6). Springer: Wiesbaden 2024, ISBN 978-3-658-41405-4.
- mit Martin Göllnitz (Hrsg.):  Skandal!? Stadtgeschichten aus Marburg im 20. Jahrhundert (= Histoire. Band 190). transcipt: Bielefeld 2022, ISBN 978-3-8376-5718-0.
- mit Manuela Schwartz und Yvonne Wasserloos (Hrsg.): Rechtsextremismus – Musik und Medien (= Schriften zur Politischen Musik. Band 2). V&R: Göttingen 2021, ISBN 978-3-8471-1327-0.
- Hrsg.: Polizei und Protest in der Bundesrepublik Deutschland (= Geschichte und Ethik der Polizei und öffentlichen Verwaltung. Band 1). Springer: Wiesbaden 2020, ISBN 978-3-658-29477-9.
- mit Erika Münster-Schröer (Hrsg.): Ratingen in der Weimarer Republik. Chancen und Risiken der Demokratie vor Ort, Stadtrundgang – ein Studierendenprojekt. Stadtarchiv Ratingen: Ratingen 2018, ISBN 978-3-926538-71-0.
- mit Stefan Grüner (Hrsg.): Wirtschaftsräume und Lebenschancen. Wahrnehmung und Steuerung von sozialökonomischem Wandel in Deutschland 1945–2000 (= Schriftenreihe der Vierteljahrshefte für Zeitgeschichte. Band 114). de Gruyter Oldenbourg: Berlin/Boston 2017, ISBN 978-3-11-052024-8.
- mit Yvonne Wasserloos (Hrsg.): Inklusion und Exklusion. ‚Deutsche‘ Musik in Europa und Nordamerika, 1848–1945. V&R unipress: Göttingen 2016, ISBN 978-3-8471-0473-5.
- mit Yvonne Wasserloos (Hrsg.): Musik – Macht – Staat. Kulturelle, soziale und politische Wandlungsprozesse in der Moderne. V&R unipress, Göttingen 2012, ISBN 978-3-89971-872-0.
- mit Janbernd Oebbecke (Hrsg.): Zwischen Effizienz und Legitimität. Kommunale Gebiets- und Funktionalreformen in der Bundesrepublik in historischer und aktueller Perspektive (= Forschungen zur Regionalgeschichte. Band 62). Ferdinand Schöningh: Paderborn 2009, ISBN 978-3-506-76852-0.
- mit Andreas Wirsching (Hrsg.): Stadtverwaltung im Nationalsozialismus. Systemstabilisierende Dimensionen kommunaler Herrschaft (= Forschungen zur Regionalgeschichte. Band 53). Ferdinand Schöningh: Paderborn 2005, ISBN 3-506-79608-9.
- mit Stefan Schröder (Hrsg.): Kontrapunkt. Vergangenheitsdiskurse und Gegenwartsverständnis. Festschrift zum 65. Geburtstag von Wolfgang Jacobmeyer. Klartext: Essen 2005, ISBN 3-89861-268-6.

#### Zeitschriften-Themenbände
- mit Martin Göllnitz (Hrsg.): Stadtrevier. Polizei und Sicherheit in urbanen Räumen. Themenband: Moderne Stadtgeschichte 2023, H. 2, ISSN 0340-1774.
- mit Philipp Erdmann (Hrsg.): Das lange 1933. Nationalsozialistische Machtdurchsetzung in regional vergleichender Perspektive. Themenband: Westfälische Forschungen 73 (2023), ISBN 978-3-402-15411-3.
- Hrsg.: Energieland Nordrhein-Westfalen. Historische Entwicklungen und Perspektiven. Themenband: Geschichte im Westen 38 (2023), ISSN 0930-3286.
- Hrsg.: Seuchen als gesellschaftliche Herausforderung in landeshistorischer Perspektive Themenband: Geschichte im Westen 37 (2022), ISSN 0930-3286.
- mit Silke Fehlemann (Hrsg.): Sinne. Themenband: WerkstattGeschichte 30 (2021), H. 83, ISSN 0942-704X.
- mit Bernhard Gotto (Hrsg.): Unwelcome Participation. Ostracizing Public Protest in the Second Half of the Twentieth Century. Themenband: Moving the Social 2021, H. 66, ISSN 2197-0386.
- Hrsg.: Wasser im Westen. Themenband: Geschichte im Westen 36 (2021), ISSN 0930-3286.
- Hrsg.: Landeszeitgeschichte. Themenband: Hessisches Jahrbuch für Landesgeschichte 70 (2020), ISSN 0073-2001.
- Hrsg.: Demokratie – Verfassung und Verfasstheit. Themenband: Geschichte im Westen 35 (2020), ISSN 0930-3286.
- Hrsg.: Narrative der Landeszeitgeschichte. Themenband: Geschichte im Westen 34 (2019), ISSN 0930-3286.
- Hrsg.: Der Kalte Krieg in der Region. Themenband: Geschichte im Westen 33 (2018), ISSN 0930-3286.
- Hrsg.: Sounds of the Towns – Stadt und Musik. Themenband: Moderne Stadtgeschichte 2017, H. 1, ISSN 0340-1774.
- Hrsg.: Migration – Kulturtransfer – Erinnerungskultur. Themenband: Geschichte im Westen 32 (2017), ISSN 0930-3286.
- Hrsg.: Rheinland, Westfalen und Preußen in der Weimarer Republik. Themenband: Geschichte im Westen 31 (2016), ISSN 0930-3286.
- Hrsg.: Europa und Region – Nordrhein-Westfalen, Belgien und die Niederlande. Themenband: Geschichte im Westen 30 (2015), ISSN 0930-3286.
- Hrsg.: Geschlecht und Region. Themenband: Geschichte im Westen 29 (2014), ISSN 0930-3286.
- Hrsg.: History sells. Stadt, Raum, Identität. Themenband: Geschichte im Westen 28 (2013), ISSN 0930-3286.
- Hrsg.: Bürgerproteste in der Geschichte. Themenband: Geschichte in Wissenschaft und Unterricht 64 (2013), H. 9/10, ISSN 0016-9056.